# Данілов Віктор Петрович
Данілов Віктор Петрович (нар. 4 березня 1925, Орськ — 16 квітня 2004, Москва
) — російський історик-аграрник, селянознавець, доктор історичних наук (1982).

## Життєпис
Народився в Орську (нині місто Оренбурзької області) в родині робітника. Учасник Великої Вітчизняної війни з листопада 1943 по травень 1945 року. Брав участь у визволенні України, в тому числі в боях за Черкаси, Корсунь (нині Корсунь-Шевченківський) і Умань. 1950 року закінчив історичний факультет Оренбурзького педагогічного інституту, 1954 — аспірантуру Інституту історії СРСР АН СРСР (Москва). 1955 року захистив кандидатську дисертацію на тему: «Боротьба радянської держави за створення матеріально-технічних передумов колективізації сільського господарства». Вчений ступінь доктора історичних наук було присвоєно за сукупністю робіт з історії радянського доколгоспного села. По закінченні аспірантури працював в Інституті історії СРСР АН СРСР (від 1992 — Інститут російської історії РАН): керівник групи з історії радянського селянства (1958–69), зав. відділу з аграрної історії радянського суспільства (1987–92), з 1992 керівник групи з історії аграрних перетворень в Росії 20 ст. Викладав у московській Вищій школі соціальних і економічних наук.
1961–62 був членом редколегії видання «Исторические записки», з 1988 року — член редколегії журналу «Вопросы истории», 1989–94 — член колегії консультантів часопису «The Journal of Historycal Sociology» (Оксфорд–Нью-Йорк).
Головні напрями науково-дослідницької роботи були пов'язані з вивченням соціально-економічної історії села 1920-х років, демографії села, ролі селянської общини та кооперації в Росії 1900–1920-х років, проблем колективізації сільського господарства. Після ідеологічного засудження його робіт з історії колективізації займався проблемами культури та побуту російського селянина в доколгоспний період. В пострадянський період в центрі уваги наукових проектів Данілова — історія селянської революції в Росії 1902–22, політичні настрої і рухи в російському селі за радянської влади, трагедія радянського села, пов'язана з колективізацією і розкуркуленням (1927–39).
У 1992–98 роках вів теоретичний семінар «Современные концепции аграрного развития», присвячений переважно західній науковій літературі. Матеріали семінару публікувалися в журналі «Отечественная история». Від 1996 разом з Т.Шаніним редагував видання «Ученые записки. Крестьяноведение».
Загальна кількість наукових публікацій перевищує 350, в тому числі англійською, японською, французькою й іншими мовами — понад 30.
Особливе місце в його науковій спадщині займала робота над двома фундаментальними виданнями: «Советская деревня глазами ВЧК–ОГПУ–НКВД. 1918—1939. Документы и материалы», т. 1–3. М., 1998—2003 (співредактор і укладач) та «Трагедия советской деревни. Коллективизация и раскулачивание. Документы и материалы. 1927—1939», т. 1–5. М., 1999—2004 (співредактор і укладач). В них широко представлені документи українського походження.
Роботи Данілова теоретично, методологічно та практично забезпечили реалізацію потреб сучасної історіографії, функціонування в її рамках напряму «селянознавство». В історико-аграрних дослідженнях Данілова особливе місце посідає концепція «моральної економіки» (термін був введений американським істориком Дж. Скоттом для характеристики доколективних форм сільськогосподарського виробництва). В працях про селянську економіку Данілов оперував поняттями «натурально-споживче господарство», яке ведеться силами селянської сім'ї й задовольняє її потреби.
Ідеї наукової історико-аграрної школи Данілов розробляли представники багатьох країн світу. Десятки учнів Данілова захистили кандидатські і докторські дисертації.
Лауреат премії імені Василя Ключевського.